# 제내천
제내천(提內川)은 경상북도 경주시 건천읍 용명리의 상명장 마을에서 발원하여 형산강의 1지류인 대천으로 합류하는 대한민국의 지방하천이다.